# Cladocarpus gracilis
Cladocarpus gracilis is een hydroïdpoliep uit de familie Aglaopheniidae. De poliep komt uit het geslacht Cladocarpus. Cladocarpus gracilis werd in 1948 voor het eerst wetenschappelijk beschreven door Fraser. 